# Пак (Хор)
Ноа Пакерман (англ. Noah Puckerman), более известен как Пак (англ. Puck) — персонаж американского музыкального телесериала «Хор», придуманный Райаном Мёрфи, Иэном Бреннаном и Брэдом Фэлчаком. Пак, роль которого исполняет актёр Марк Саллинг появился в пилотном эпизоде сериала 19 мая 2009 года. Лучший друг Финна Хадсона, коллега по футбольной команде, Пак не одобрял членство Финна в хоре, а позже сам присоединяется к «Новым горизонтам» в вымышленной средней школе МакКинли в городе Лайма, штат Огайо, где происходят события сериала.
Саллинг отправил видеозапись со своим вокалом сотне агентов, прежде чем один из них позвонил ему и предложил пройти прослушивание в сериал в тот же день. Прежде, чем получить роль, актёр прослушивался пять раз, в том числе на главную роль Финна Хадсона. В 2010 году он был номинирован на премию Teen Choice Award как прорыв года (актёр), а в 2011 году — лучшая мужская эпизодическая роль.

## Реакция

### Музыкальные выступления
Пак принял участие практически во всех музыкальных номерах, исполненных хором, а также спел несколько сольных композиций, которые вошли в альбомы саундтреков сериала и были выпущены в качестве синглов посредством цифровой дистрибуции. Обычно Пак аккомпанемирует себе на акустической гитаре, например в песнях «Sweet Caroline», «Only the Good Die Young», «Fat Bottomed Girls», а также песне, якобы сочинённой самим Паком, , «Big Ass Heart». Первой сольной песней Пака стала кавер-версия «Sweet Caroline» Нила Даймонда, которую он исполнил в эпизоде «Mash-Up». Нил Даймонд первоначально отказал создателям сериала в использовании своей песни, но позже согласился, когда узнал детали сюжета и даже оценил исполнение Пака. «Sweet Caroline» стала самой известной песней Пакермана в сериале. Реймонд Фландерс из The Wall Street Journal назвал версию Саллинга «душевной», а Майкл Слезак из Entertainment Weekly — «более, чем успешной работой Пака». Песня была выпущена в качестве сингла, доступного для цифрового скачивания, вошла в альбом, а также 34 строчки в Billboard Hot 100, 22 в Canadian Hot 100 и 37 в австралийском чарте..

### Отзывы
Персонаж получил преимущественно положительные отзывы. Фландерс оценил игру Саллинга в эпизоде «Mash-Up», где, по его мнению, Пак наконец-то вышел из образа «бестолкового панка» и удивил всех «прохладным и мягким» голосом во время исполнения «Sweet Caroline». В своей рецензии на следующий эпизод, «Wheels», Тод ВанДерВерфф из The A.V. Club похвалил дальнейшее развитие создателями сюжетной линии Пака, который несмотря на обилие романтических отношений с женщинами, проявляет серьёзные чувства к Куинн Фабре (Дианна Агрон), что в свою очередь стало серьёзным стержнем для дальнейшего построения образа персонажа.
Сам Марк Саллинг отозвался о своём персонаже как об одном из самых амбициозных героев сериала; в начале, он представлен как «большой ребёнок», который пытается вырваться из маленького города всеми способами и удержать статус местного любимца женщин, но несмотря на это вступает в хор. До начала съёмок Саллинг набрал более 9 кг массы тела чтобы более реалистично воплотить образ футболиста, но уже к третьему эпизоду был вынужден похудеть на 14 кг чтобы быть в тонусе во время сцены на тренировке; полученный опыт актёр описал как «экстремальный».
В 2010 году Саллинг был номинирован на премию Teen Choice Award в номинации «Choice TV: Прорыв года (актёр)» вместе со своим коллегой Кевином Макхейлом (Арти Абрамс), но ни один из них награды не получил. В 2011 году был номинирован на Teen Choice Award в категории «Choice TV:Лучшая мужская эпизодическая роль» вместе со своим коллегой Крисом Колфером (Курт Хаммел), но победы не одержал.